# Albanais de Croatie
La minorité albanaise de Croatie désigne la minorité ethnique albanaise vivant en Croatie,.